# León María Carbonero y Sol y Merás
León María Carbonero y Sol y Merás (Sevilla, 1853-Madrid, 27 de julio de 1894) fue un periodista y escritor español, hijo del también abogado y periodista León Carbonero y hermano de Manuel Carbonero y Sol y Merás, también periodista.

## Biografía
Nacido en Sevilla, fue abogado del colegio de Madrid, académico profesor de la Real Academia de Jurisprudencia y Legislación y camarero secreto de capa y espada del papa León XIII. Prosiguió la labor de su padre como editor de la famosa revista ultracatólica La Cruz. Fue admitido en la Academia de la Arcadia de Roma con el nombre de "Teofildo Pallanzio". Entre diversos honores, fue también quirite de Roma y caballero comendador de la Orden del Santo Sepulcro y de las de San Silvestre y Espuela de Oro. Falleció en 1894.

## Obras
- Esfuerzos del ingenio literario, 1890.
- Tratado teórico-práctico del matrimonio, de sus impedimentos y dispensas, 1877.
- Los sueños bajo los aspectos físico, moral, bíblico, mitológico y supersticioso, Madrid, 1883.
- Homenaje a d. Pedro Calderón de la Barca, en el segundo centenario de su muerte, escrito para La Cruz, revista religiosa, Madrid: Lezcando y Compañía, 1881.
- Edición de Fernando de Ceballos, Insania o las demencias de los filósofos confundidas por la sabiduría de la Cruz, 1878.